# Ołeh Łutkow
Ołeh Anatolijowycz Łutkow, ukr. Олег Анатолійович Лутков, ros. Олег Анатольевич Лутков, Oleg Anatoljewicz Łutkow (ur. 15 maja 1966 w Zaporożu) – ukraiński trener piłkarski i piłkarz, grający na pozycji bramkarza.

## Kariera piłkarska

### Kariera klubowa
Karierę piłkarską rozpoczął w 1984 w Uzbekistanie, gdzie występował w klubach Xisaoa Shahrisabz i Paxtakor Taszkent. W 1985 poszedł do Zwiezdy Dżyzak, gdzie odbywał służbę wojskową. Po spadku jednak drugi rok musiał spędzić w jednostce wojskowej. Po zwolnieniu z wojska powrócił do Zaporoża, gdzie bronił barw miejscowego Torpeda Zaporoże. W 1988 zgodził się na propozycję Edgara Giessa pograć w uzbeckim klubie Zarafshon Navoiy. W 1991 przeszedł do Zwiezdy Irkuck. Na początku 1993 powrócił do Ukrainy, gdzie bronił barw Torpeda Melitopol. Latem 1993 został zaproszony do Metałurha Zaporoże. W sezonie 1994/95 został wypożyczony do Wiktora Zaporoże. Jesienią 1997 występował w Krywbasie Krzywy Róg, ale wkrótce powrócił do Metałurha Zaporoże, w którym po ciężkiej kontuzji w 1998 był zmuszony zakończyć karierę piłkarską.

## Kariera trenerska
Po zakończeniu kariery zawodniczej pozostał w Metałurhu Zaporoże, gdzie najpierw trenował bramkarzy pierwszego zespołu, a następnie w sezonie 2000/01 roku drugą drużynę Metałurha. W sezonie 2002/03 pełnił obowiązki głównego trenera pierwszej drużyny. W sezonie 2004/05 pracował na stanowisku głównego trenera Krymtepłyci Mołodiżne, a potem IhroSerwis Symferopol. Na początku sezonu 2008/09 szkolił bramkarzy w FK Lwów. W końcu 2008 wrócił do Zaporoża, gdzie początkowo pracował jako pełniący obowiązki głównego trenera, a następnie jako główny trener. 16 stycznia 2013 roku objął stanowisko głównego trenera klubu Arsenał Biała Cerkiew, ale już 21 kwietnia 2013 r. został zwolniony. 21 czerwca 2013 został na czele Tytanu Armiańsk. 12 kwietnia 2014 po przegranym ligowym meczu 0:6 podał się do dymisji. W lipcu 2015 został mianowany na stanowisko głównego trenera odrodzonego Weresu Równe. W listopadzie 2015 po zakończeniu rundy jesiennej z przyczyn rodzinnych podał się do dymisji, chociaż Weres zajmował wysoką 3 lokatę w Drugiej Lidze. W styczniu 2017 ogłoszono o mianowaniu na stanowisko kanadyjskiego klubu FC Vorkuta, który został założony w Toronto przez rosyjskich przedsiębiorców w 2008 i w 2017 debiutował w najwyższej klasie rozgrywek. Jednak sprawa nie zakończyła się podpisaniem kontraktu, a w lutym 2017 objął prowadzenie juniorskiej drużyny Skała Stryj. 20 sierpnia 2017 opuścił stryjski klub. 19 marca 2019 podpisał kontrakt z PFK Sumy.